# Casablanca-Settat
Casablanca-Settat (arabsky: الدار البيضاء - سطات, ad-dār al-bayḍāṁ-siṭṭāt; berbersky: ⴰⵏⴼⴰ - ⵙⵟⵟⴰⵜ, anfa-sṭṭat) je jedním z dvanácti regionů Maroka. Rozkládá se na ploše 20 166 km² a v roce 2014 v něm žilo 6 861 739 obyvatel, 69 % z nich žilo v městských oblastech. Hlavním městem regionu je Casablanca. Podle počtu obyvatel se jedná o největší region Maroka.

## Geografie
Casablanca-Settat se nachází na pobřeží Atlantiku. Hraničí s regiony Rabat-Salé-Kénitra na severovýchodě, Béni Mellal-Khénifra na jihovýchodě a Marrákeš-Safí na jihu. Řeka Um er-Rbia rozděluje region na dvě poloviny. Na řekách je několik nádrží poskytujících vodu pro region.

## Historie
Region Casablanca-Settat byl založen v září 2015 sloučením původních regionů a provincií.

### Nižší celky
Casablanca-Settat se skládá z dvou prefektur a sedmi provincií:

Provincie Casablanca-Settat

- Prefektura Casablanca
- Prefektura Mohammadia
- Provincie Benslim
- Provincie Berrechid
- Provincie Al-Džadída
- Provincie Médiouna
- Provincie Nouaceur
- Provincie Settat
- Provincie Sidi Bennour

## Ekonomika
V roce 2013 představoval hrubý domácí produkt regionu Casablanca-Settat 290 miliard marockých dirhamů, což odpovídá 32 % marockého HDP a řadí se tak na první místo mezi marockými regiony podle HDP. Jeho ekonomika je založena především na službách a průmyslu. Kromě toho je region Doukkala na západě známý svou zemědělskou produkcí.

## Infrastruktura
Dálnice A3, A5 a A7 spojují Casablanku s Rabatem, Safi a Marrákeší. Z Berrešídu vede rovněž silnice N11 do Beni Mellalu. Železnice spojuje region s Marrákeší na jihu, s Oued Zemem na jihovýchodě a s Rabatem a dalšími marockými městy na severovýchodě. Mezinárodní letiště Mohammeda V., které se nachází 20 km jižně od Casablanky v provincii Nouaceur, je nejrušnějším letištěm v Maroku a v roce 2014 odbavilo téměř osm milionů cestujících. Jediná ropná rafinerie v zemi ve městě Mohammedia byla v srpnu 2015 uzavřena.